# Scelotes insularis
Scelotes insularis är en ödleart som beskrevs av  Donald G. Broadley 1990. Scelotes insularis ingår i släktet Scelotes och familjen skinkar. Inga underarter finns listade i Catalogue of Life.